# Іванов Едуард Геннадійович
Едуа́рд Генна́дійович Іванов — молодший сержант Збройних сил України, учасник російсько-української війни.

## Бойовий шлях
Разом з капітаном Юрієм Кондратюком входив до складу групи розмінування, що виконувала завдання в інтересах аеромобільної бригади для протидії саморобним вибуховим пристроям, розмінувала об'єкти та ділянки доріг, влаштувала мінно-вибухові загородження, супровід колон, моніторинг мінної обстановки.
Понад місяць Кондратюк та Іванов перебували в оточенні в районі населеного пункту Дякове Луганської області. Під обстрілом, вчиненим терористами й російськими підрозділами з РСЗВ БМ-21 «Град», проводили евакуацію поранених військовослужбовців, забезпечували бойові дії підрозділу та евакуаційної групи. Вийшли з оточення у складі групи розмінування та з'єдналися з основними силами.
Станом на лютий 2017-го — інструктор відділення пошуку вибухонебезпечних предметів мінно-пошуковими собаками мінно-розшукового загону, Хмельницька область.

## Нагороди
8 вересня 2014 року — за особисту мужність і героїзм, виявлені у захисті державного суверенітету та територіальної цілісності України, вірність військовій присязі під час російсько-української війни, відзначений — нагороджений орденом «За мужність» III ступеня.